# Eugenia Budoiu
Eugenia Budoiu (n. 1872, Tisa, comuna Burjuc, comitatul Hunedoara, Regatul Ungariei – d. 1961, Cămpuri Surduc, Regiunea Hunedoara, RPR) a fost un deputat în Marea Adunare Națională de la Alba Iulia, delegată din partea Reuniunii Femeilor din Câmpuri-Surduc.

## Biografie
Eugenia Budoiu a organizat Reuniunea Femeilor din satul Câmpuri-Surduc.

## Educație
Elena Budoiu a urmat școala de fete din Deva.

## Activitate politică
Elena Budoiu a participat ca delegat la Marea Adunare Națională din partea Reuniunii Femeilor din Câmpuri-Surduc.